# Весняне (Алчевський район)
Весня́не —  село в Україні, у  Кадіївській міській громаді Алчевського району Луганської області. Населення становить 867 осіб. Орган місцевого самоврядування — Весняненська сільська рада.
Знаходиться на тимчасово окупованій території України.
Відповідно до Розпорядження Кабінету Міністрів України від 12 червня 2020 року № 717-р «Про визначення адміністративних центрів та затвердження територій територіальних громад Луганської області» увійшло до складу Кадіївської міської громади.

## Географія
Сусідні населені пункти: село Бердянка і селище Фрунзе на північному сході, село Дачне на півночі, місто Кіровськ на заході, Тавричанське на південному заході, селище Криничне на півдні, Богданівка, Зарічне, Червоний Лиман на південному сході.